# Elena Perinelli
Elena Perinelli, née le 27 juin 1995 à Varèse, est une joueuse italienne de volley-ball. Elle mesure 1,82 m et joue au poste de réceptionneuse-attaquante.

## Biographie
Elena Perinelli commence sa carrière en 2007, lorsqu’elle intègre l’équipe jeune de l’Amatori Atletica Orago ; elle remporte en 2010, avec l’équipe nationale italienne des moins de 18 ans, le Festival olympique de la jeunesse européenne.
Lors de la saison 2010 - 2011, elle rejoint l’équipe de Villa Cortese, et joue principalement au sein de l’équipe du championnat B1, avec quelques apparitions en équipe première. Elle reste dans le même club pour la saison suivante, où elle remporte la médaille d’argent des championnats d'Europe des moins de 18 ans, en 2011, puis la médaille de bronze des championnats d’Europe des moins de 19 ans en 2012, toujours avec l’équipe nationale. 
Pour la saison 2013 - 2014, elle rejoint la nouvelle équipe du LJ Volley Modène, avant d’être prêtée en 2014 - 2015 au Pallavolo Scandicci, toujours en série A1 du championnat. Elle part ensuite pour la saison 2015 - 2016 à l’Azzurra Volley San Casciano. L’année 2015 marque aussi sa première convocation en équipe nationale.

## Clubs
| Club               | Pays   | De        | À         |
| ------------------ | ------ | --------- | --------- |
| MCC Villa Cortese  | Italie | 2010-2011 | 2012-2013 |
| LJ Volley Modène   | Italie | 2013-2014 | 2013-2014 |
| SDB Scandicci (it) | Italie | 2014-2015 | 2014-2015 |
| AV San Casciano    | Italie | 2015-2016 | 2015-2016 |
| Club Italia (it)   | Italie | 2016-2017 | 2016-2017 |
| Chieri '76         | Italie | 2017-2018 | 2021-2022 |
| VBC Casalmaggiore  | Italie | 2022-2023 | en cours  |

## Palmarès

### Équipe nationale
- Ligue des nations (1) :
  -  : 2022.

- Championnat d'Europe des moins de 18 ans
  - Finaliste : 2011.

### Clubs
- Coupe d'Italie
  - Finaliste : 2013.

### Récompenses individuelles
- Championnat d'Europe féminin de volley-ball des moins de 18 ans 2011: Meilleure attaquante.
- Championnat d'Europe féminin de volley-ball des moins de 20 ans 2012: Meilleure réceptionneuse.